# Stanislav Zlobko
Stanislav Zlobko, slovenski častnik, * 8. junij 1947, Gazice, † 27. avgust 2021, Ljubljana.

## Odlikovanja in nagrade
Leta 2000 je prejel častni znak svobode Republike Slovenije z naslednjo utemeljitvijo: »za zasluge pri obrambi svobode in uveljavljanju suverenosti Republike Slovenije ter za prizadevno delo v častniški organizaciji«.